# Campeonato Mundial Militar de Voleibol Masculino
Campeonato Mundial Militar de Voleibol Masculino é uma competição de voleibol organizada pelo Conselho Internacional do Desporto Militar (CISM). Por muito tempo ocorria a cada dois anos, mais tarde passou a ser disputado anualmente. A competição visa contribuir para o desenvolvimento de diversos atributos indispensáveis aos militares, como por exemplo, a capacidade de trabalho em equipe, liderança e iniciativa, promovendo o congraçamento entre os países e a "amizade através do esporte".

## Histórico
A primeira edição ocorreu em 1961, no Irã, contanto com a participação de seis países: Bélgica, Estados Unidos, França, Irã, Iraque e Holanda. O Brasil participou pela primeira vez na edição de 1979, ocorrida na Grécia. A edição que contou com o maior número de países participantes foi a de 1992 na Alemanha, totalizando 16 representações, constituindo um recorde até os dias de hoje. Com isso, o voleibol consolidou-se como modalidade com presença garantida nas edições militares, promovendo alto nível técnico também.

## Formato da competição
O formato do Campeonato Mundial  Militar tem sido constantemente adaptado para ajustar-se ao número de participantes do torneio.

## Medalhas
| Ordem | País           | Medalha de ouro | Medalha de prata | Medalha de bronze |    |
| ----- | -------------- | --------------- | ---------------- | ----------------- | -- |
| 1     | Brasil         | 4               | 1                | 1                 | 6  |
| 2     | Irã            | 3               | 0                | 1                 | 4  |
| 3     | Coreia do Sul  | 2               | 4                | 4                 | 10 |
| 4     | China          | 2               | 4                | 3                 | 9  |
| 5     | Itália         | 2               | 0                | 2                 | 4  |
| 6     | Grécia         | 1               | 3                | 1                 | 5  |
| 7     | Alemanha       | 1               | 1                | 0                 | 2  |
| 8     | Arábia Saudita | 1               | 0                | 0                 | 1  |
| 8     | Bulgária       | 1               | 0                | 0                 | 1  |
| 10    | Catar          | 0               | 1                | 1                 | 2  |
| 11    | Egito          | 0               | 1                | 0                 | 1  |
| 11    | Rússia         | 0               | 1                | 0                 | 1  |
| 11    | Venezuela      | 0               | 1                | 0                 | 1  |
| 14    | Croácia        | 0               | 0                | 1                 | 1  |
| 14    | Índia          | 0               | 0                | 1                 | 1  |
| 14    | Paquistão      | 0               | 0                | 1                 | 1  |

## MVPs
- 2014 – PV[22]
- 2015 – Jun Chan An[23]
- 2018 – Alexander Szot[24]